# Carlo Azeglio Ciampi
Carlo Azeglio Ciampi GColIH [ˈkarlo adˈdzeʎʎo ˈtʃampiⓘ] (Livorno, 9 de dezembro de 1920 – Roma, 16 de setembro de 2016) foi um político italiano. Foi o 10° Presidente da República Italiana, de 13 de maio de 1999 até 15 de maio de 2006.
Assim que se formou em Literatura no ano de 1941 da Escola Normal de Pisa, graduou-se em Direito pela Universidade de Pisa em 1946. Nesse mesmo ano começou a trabalhar na Banca d'Italia. Em 1960 foi escalado para trabalhar na administração central da Banca d'Italia e em 1973 converteu-se em secretário geral, vice-diretor geral em 1976 e diretor geral em 1978. Em outubro de 1979 foi nomeado gerente da Banca d'Italia e presidente do Ufficio Italiano Cambi, cargos que ocupou até maio de 1993. Entre abril de 1993 e maio de 1994 foi primeiro-ministro, durante um período de transição de governo. Pouco depois, ocupou o cargo de ministro do Tesouro (entre 1996 e maio de 1999). A 3 de Janeiro de 2002 foi agraciado com o Grande-Colar da Ordem do Infante D. Henrique de Portugal. Em 2003 Carlo Ciampi patrocinou um importante encontro académico sobre o Holodomor e desde 14 de outubro 2007 Ciampi foi um dos expoentes do Partido Democrático.
Morreu em 16 de setembro de 2016, aos 95 anos.